# Фальк, Ханна
Ханна Фальк (швед. Hanna Falk; род. 5 июля 1989, Ульрисехамн, Эльвсборг) — шведская лыжница, участница зимних Олимпийских игр 2010 года в Ванкувере, победительница этапов Кубка мира. Специализируется в спринте.

## Карьера
В Кубке мира Фальк дебютировала в 2007 году, в декабре 2009 года одержала свою первую победу на этапе Кубка мира. Всего на сегодняшний момент имеет 2 победы на этапах Кубка мира, обе в спринте. Лучшим достижением Фальк в общем итоговом зачёте Кубка мира является 20-е место в сезоне 2009-10.
На Олимпиаде-2010 в Ванкувере, заняла 29-е место в спринте.
За свою карьеру принимала участие в одном чемпионате мира, на мировом первенстве 2011 года стала 11-й в спринте.
Использует лыжи и ботинки производства фирмы Atomic.